# Liste deutschsprachiger Schriftsteller/J
Hinweis: Die Umlaute ä, ö, ü werden wie die einfachen Vokale a, o, u eingeordnet, der Buchstabe ß wie ss. Dagegen werden ae, oe, ue unabhängig von der Aussprache immer als zwei Buchstaben behandelt 

## Ja – Jag
- Hendrik Jackson (1971)
- Heinrich Eduard Jacob (1889–1967)
- Eugenie Jacobi (1852–)
- Friedrich Heinrich Jacobi (1743–1819)
- Johann Georg Jacobi (1740–1814)
- Ludwig Jacobowski (1868–1900)
- Fritz Jacobs (1876–1955)
- Karl Jacobs (1906–1997)
- Steffen Jacobs (1968)
- Emil Jacobsen (1836–1911)
- Friedrich Jacobsen (1853–1919)
- Johannes Jacobsen (1854–1919)
- Eduard Jacobson (1833–1897)
- Leopold Jacoby (1840–1895)
- Sophie Jacot des Combes (1879–1941)
- Rudolf Jacquemien (1908–1992)
- Norbert Jacques (1880–1954)
- Heino Jaeger (1938–1997)
- Henry Jaeger (1927–2000)
- Urs Jaeggi (1931–2021)
- Karl Jaenicke (1849–1903)
- Horst Jäger (1928–2009)
- Markus Jäger (* 1976)
- Wilhelm Jäger (1822–1892)
- Otto Jägersberg (1942)
- Johann Jakob Jägle (1763–1837)

## Jah – Jaz
- Margarete Jähne (1883–1939)
- Moritz Jahn (1884–1979)
- Reinhard Jahn (1955)
- Hans Henny Jahnn (1894–1959)
- Gebhard Jakob (1878–?)
- Karl-Heinz Jakobs (1929–2015)
- Friedrich Jaksch (1894–1946)
- Christoph Janacs (1955)
- Ernst Jandl (1925–2000)
- Hermann Jandl (1932–2017)
- Robert Janecke (1891–1945)
- Sabrina Janesch (1985)
- Ottokar Janetschek (1884–1963)
- Eduard Janinski (1805–1876)
- Hans Janitschek (1934–2008)
- Maria Janitschek (1859–1927)
- Carola Janke (1834–1911)
- Josef W. Janker (1922–2010)
- Martin Jankowski (1965)
- Doris Jannausch (1925–2017)
- Felix Janoske (1872–1928)
- Franz Janowitz (1892–1917)
- Erich Jansen (1897–1968)
- Hanna Jansen (1946)
- Johannes Jansen (1966)
- Werner Jansen (1890–1943)
- Hans Janson (1880–1949)
- Albrecht Janssen (1886–1972)
- Elisabeth von Janstein (1893–1944)
- Hermann Jaques (1874–?)
- Micaela Jary (1956)
- Bruno Jaschke (1958)
- Gerhard Jaschke (1949–2025)
- Willem Jaspert (1901–1941)
- Wilhelm Jastram (1860–1936)
- Jānis Jaunsudrabiņš (1877–1962)

## Je – Ji
- Franz Jedrzejewski (1895–1931)
- Johannes Jegerlehner (1871–1937)
- Volker Jehle (1954)
- Margarete Jehn (1935–2021)
- Thomas Jeier (1947)
- Aloys Isidor Jeitteles (1794–1858)
- Elfriede Jelinek (1946)
- Oskar Jellinek (1886–1949)
- Mirko Jelusich (1886–1969)
- Manfred Jendryschik (1943–2025)
- Otmar Jenner (1958)
- Rudolf Christoph Jenny (1858–1917)
- Zoë Jenny (1974)
- Ina Jens (1880–1945)
- Inge Jens (1927–2021)
- Tilman Jens (1954–2020)
- Walter Jens (1923–2013)
- Marcus Jensen (1967)
- Silke Jensen (1946)
- Wilhelm Jensen (1837–1911)
- Louis Jent (1936–2014)
- Bernd Jentzsch (1940)
- Eduard Jerrmann (1798–1859)
- Oskar Jerschke (1861–1928)
- Else Jerusalem (1876–1943)
- Wolfgang Jeschke (1936–2015)
- Bernhard Jessen (1886–1909)
- Heinz-Werner Jezewski (1958)
- Otto Fritz Jickeli (1888–1960)
- Ernst Jirgal (1905–1956)
- Reinhard Jirgl (1953)

## Jo
- Herbert Jobst (1915–1990)
- Jess Jochimsen (1970)
- Carl Gustav Jochmann (1789–1830)
- Klara Jochner (1843–1913)
- Ernst Jockers (1887–1963)
- Elisabeth Joest (1893–?)
- Alfred E. Johann, eigentlich Alfred Ernst Johann Wollschläger (1901–1996)
- Johann Steinwert von Soest (1448–1506)
- Johannes von Tepl (~1350–1414)
- Norbert Johannimloh (1930–2022)
- Marion Johanning (1962)
- Albert Johannsen (1850–1909)
- Christa Johannsen (1914–1981)
- Erich Johannsen (1862–1938)
- Lena Johannson (1967)
- Albrecht von Johansdorf (vor 1180–nach 1209)
- Hanna Johansen (1939–2023)
- Kirsten John (1966–2020)
- Uwe Johnson (1934–1984)
- Wolfgang Joho (1908–1991)
- Hanns Johst (1890–1978)
- Anna Maria Jokl (1911–2001)
- Peter Jokostra (1912–2007)
- Anna Jonas (1944–2013)
- Heinrich Jonas (1840–1905)
- Gert Jonke (1946–2009)
- Erich Jooß (1946–2017)
- Manfred Jordan (1929–1996)
- Ricarda Jordan, eigentlich Christiane Gohl (1958)
- Wilhelm Jordan (1819–1904)
- Gustav Jördens (1790–1834)
- Franzi Jörg (1900–?)
- Sabine Jörg (1948)
- Frank Michael Jork (1959)
- Wilhelm Jörn (1873–1963)
- Petra E. Jörns (1964)
- Elisabeth Josephi (1888–1986)
- Eduard Jost (1837–1902)

## Ju
- Matthias Jügler (1984)
- Arnim Juhre (1925–2015)
- Igna Maria Jünemann (1892–1976)
- Maria Regina Jünemann (1888–1978)
- Alexander Jung (1799–1884)
- Cläre Jung (1892–1981)
- Else Jung (1895–1990)
- Franz Jung (1888–1963)
- Hermann Jung (1901–1988)
- Jochen Jung (1942)
- Michael von Jung (1781–1858)
- Peter Jung (1887–1966)
- Rudolf Jung (1907–1973)
- Ricarda Junge (1979)
- Ernst Jünger (1895–1998)
- Friedrich Georg Jünger (1898–1977)
- Johann Friedrich Jünger (1756–1797)
- Sophie Junghans (1845–1907)
- Hans Josef Jungheim (1927–2012)
- Peter Stephan Jungk (1952)
- Robert Jungk (1913–1994)
- Ernst Jungmann (1851–?)
- Max Jungnickel (1890–1945)
- Antonie Jüngst (1843–1918)
- Hugo Carl Jüngst (1871–1942)
- Johann Heinrich Jung-Stilling, eigentlich Johann Heinrich Jung (1740–1817)
- Helmut Junker (1934)
- Ludwig Jürgens (1893–1966)
- Manfred Jurgensen (1940)
- Hanne F. Juritz (1942)
- Oleg Jurjew (1959–2018)
- Marielouise Jurreit (1941)
- Jana Jürß (1970)
- Horst Jüssen (1941–2008)
- Gustav Just (1921–2011)
- Richard Jüterbock (1829–1897)